# Franklin megye (New York)
Franklin megye az Amerikai Egyesült Államokban, azon belül New York államban található. Megyeszékhelye és legnagyobb városa Malone. Lakosainak száma 47 555 fő (2020. április 1.). Franklin megye Clinton, Hamilton, St. Lawrence és Essex megyékkel határos.

## Népesség
A megye népességének változása:
| Lakosok száma | 51 579 | 51 561 | 51 848 | 51 688 | 50 660 | 47 555 |
|               | 2010   | 2011   | 2012   | 2013   | 2015   | 2020   |